# Louis Lee
 (juillet 2025).
Pour les articles homonymes, voir Lee.
Louis Lee, né le 19 octobre 1819 à Hambourg, mort le 26 août 1896 à Lübeck, est un violoncelliste et pianiste allemand. Il était le frère de Sébastien Lee.

## Biographie
Louis Lee a effectué des tournées à travers l'Allemagne. Il a vécu quelque temps à Paris. Il s'est ensuite installé à Hambourg, où il a travaillé comme professeur de musique et joueur de quatuor. 
Il a composé des symphonies, des ouvertures et de la musique de chambre. Il a écrit aussi des variations, des divertissements, des rondes et des fantaisies pour son instrument, ainsi que pour une école de violoncelle. 
Europa's Artists (1887) donne un compte rendu de sa performance instrumentale : « Son ton au violoncelle n'est ni large ni fort, mais il possède une technique considérable. En tant que pianiste, il joue sans notes de grandes œuvres orchestrales avec la plus grande complétude. »

## Opus connus à ce jour
- Cello Sonata, Op.9  S P
- Opus 10, Trio No 1 pour piano, violon et violoncelle ca1846
- 3 Cello Sonatinas, Op.14